# Fail2ban
Fail2Ban — програма захисту серверів від атаки грубою силою. Написана мовою програмування Python, може працювати на POSIX-системах що мають інтерфейс до системи контролю пакетів або файервола, наприклад, iptables або TCP Wrapper.

## Принцип роботи
Fail2ban сканує файли журналів (наприклад, /var/log/apache2/error.log) і забороняє IP-адреси, активність з яких виявляє шкідливі ознаки — велика кількість спроб увійти з неправильно введеним паролем, виконати небезпечні або безглузді дії тощо. В разі виявлення таких аномальних дій, Fail2Ban оновлює правила брандмауера для блокування такої IP-адреси на певний проміжок часу. Програма може бути налаштована і на виконання іншої дії (наприклад, відправлення електронного листа).
Конфігурація за замовчуванням містить фільтри для Apache, Lighttpd, sshd, vsftpd, qmail, Postfix, Courier Mail Server, Asterisk та інших популярних серверних додатків. У фільтрах використовуються регулярні вирази, які можуть бути легко змінені та налаштовані у разі потреби. Наприклад, фільтр sshd-ddos виглядає таким чином:
```
failregex
 
=
 
^%
(
__prefix_line
)
sDid
 
not
 
receive
 
identification
 
string
 
from
 
<HOST>
\s
*$

```

## Налаштування
Стандартні налаштування програми знаходяться у файлі /etc/fail2ban/jail.conf, змінювати налаштування рекомендують в /etc/fail2ban/jail.local, який є копією jail.conf.
Файл містить розділ загальних налаштувань [DEFAULT] та розділи специфічних налаштувань для певних сервісів (для прикладу продемонстрована наявність розділу [ssh]).
```
[
DEFAULT
]

ignoreip
 
=
 
127
.0.0.1/8

ignorecommand
 
=

bantime
  
=
 
3600

findtime
 
=
 
600

maxretry
 
=
 
3

backend
 
=
 
auto

usedns
 
=
 
warn

destemail
 
=
 
root@localhost

sendername
 
=
 
Fail2Ban

sender
 
=
 
fail2ban@localhost

banaction
 
=
 
iptables-multiport

mta
 
=
 
sendmail

protocol
 
=
 
tcp

chain
 
=
 
INPUT

action_
 
=
 
%
(
banaction
)
s
[
name
=
%
(
__name__
)
s,
 
port
=
"%(port)s"
,
 
protocol
=
"%(protocol)s"
,
 
chain
=
"%(chain)s"
]

action_mw
 
=
 
%
(
banaction
)
s
[
name
=
%
(
__name__
)
s,
 
port
=
"%(port)s"
,
 
protocol
=
"%(protocol)s"
,
 
chain
=
"%(chain)s"
]

              
%
(
mta
)
s-whois
[
name
=
%
(
__name__
)
s,
 
dest
=
"%(destemail)s"
,
 
protocol
=
"%(protocol)s"
,
 
chain
=
"%(chain)s"
,
 
sendername
=
"%(sendername)s"
]

action_mwl
 
=
 
%
(
banaction
)
s
[
name
=
%
(
__name__
)
s,
 
port
=
"%(port)s"
,
 
protocol
=
"%(protocol)s"
,
 
chain
=
"%(chain)s"
]

               
%
(
mta
)
s-whois-lines
[
name
=
%
(
__name__
)
s,
 
dest
=
"%(destemail)s"
,
 
logpath
=
%
(
logpath
)
s,
 
chain
=
"%(chain)s"
,
 
sendername
=
"%(sendername)s"
]

action
 
=
 
%
(
action_
)
s

[
ssh
]

enabled
  
=
 
true

port
     
=
 
ssh

filter
   
=
 
sshd

logpath
  
=
 
/var/log/auth.log

maxretry
 
=
 
6

```